# John Cust
Sir John Cust (Sir John Curst, 3rd Baronet Cust of Stamford) (29. srpna 1718 – 24. ledna 1770) byl britský dvořan a politik. Původně byl právníkem, poté zastával funkce u dvora. V letech 1761-1770 byl předsedou Dolní sněmovny, v politice patřil k whigům.

## Životopis

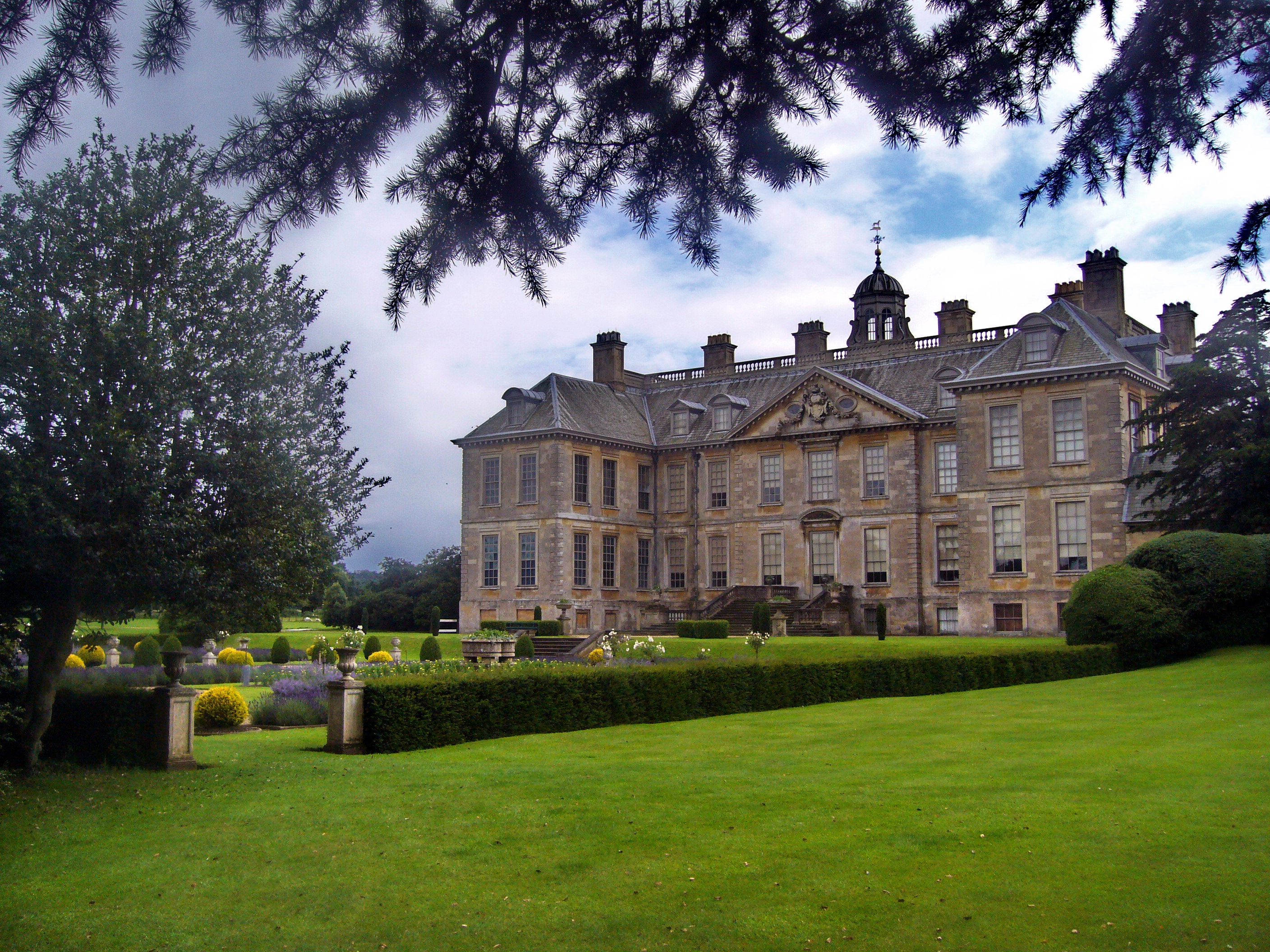
Zámek Belton House, sído rodu Custů

Pocházel z drobné statkářské rodiny z Lincolnshire, titul baroneta získali předkové v roce 1677, byl synem Sira Richarda Custa (1680-1754), po matce pocházel z rodu Brownlow. Studoval v Etonu a Oxfordu, od roku 1742 působil jako právník. Později zastával hodnosti u dvora prince waleského, kde byl správcem dvora (1747-1751), v roce 1751 byl krátce hofmistrem ovdovělé princezny waleské a v letech 1751-1760 byl správcem dvora pozdějšího Jiřího III. Mezitím vstoupil do politiky a od roku 1743 do smrti byl členem Dolní sněmovny. Na návrh Georga Grenvilla v roce 1761 kandidoval na post předsedy Dolní sněmovny, ve volbě uspěl a tuto funkci zastával devět let (1761-1770). Od roku 1761 byl též členem Tajné rady. Zemřel na svém sídle Belton House v lednu 1770 ve věku 51 let ve funkci předsedy Dolní sněmovny. Na tomto postu jej nahradil významný právník Fletcher Norton.
Jeho mladší bratři Francis (1722-1791) a Peregrine (1723-1788) zasedali též v Dolní sněmovně a zastávali různé nižší úřady ve vládním aparátu. Potomstvo později získalo titul hrabat Brownlow a členové rodu se do 20. století angažovali ve veřejném dění. Sídlem rodu byl zámek Belton House (Lincolnshire), dědictví po rodu Brownlow.